# Петрушки (Киевская область)
Петру́шки (укр. Петрушки) — село, входит в Бучанский район Киевской области Украины.
Население по переписи 2001 года составляло 669 человек. Почтовый индекс — 08113. Телефонный код — 4598. Занимает площадь 1,217 км². 
Находится в удаленности около 15 км от ближайшего метро города Киева (ст. метро Житомирская) и на расстоянии 3 км от Житомирской трассы.
На территории села расположено 3 озера, на расстоянии нескольких километров от центра, в каждом из которых водится рыба и в некоторых местах можно купаться.
В центре села расположены магазины, мед.пункт, церковь, небольшая гостиница и пара кафе. Вдоль трех центральных улиц села в урожайный период местные жители в дневное время продают свою сельскохозяйственную продукцию: овощи, фрукты и др.
В селе находится одна небольшая молочная ферма, также многие жители продают домашние молоко и яйца. 
Большинство работающего населения работает в г. Киеве, часть — в ближайших более развитых селах — с. Стоянка, с. Гореничи.
Одна из версий происхождения названия села Петрушки, от слова «петушки» — это музыкальный инструмент, на котором играют губами. Их не только производили в поселке, но и прекрасно играли все жители.